# Vaccin antipertussis
Vaccinul antipertussis este un vaccin ce protejează împotriva tusei convulsive. Există două tipuri principale: vaccinuri celulare și vaccinuri acelulare. Vaccinul celular are o eficiență de aproximativ 78%, în timp ce vaccinul acelular are o eficiență de 71–85%. Eficiența vaccinurilor pare să scadă cu 2 și până la 10% pe an, vaccinurile acelulare având o scădere mai pronunțată a eficienței. Vaccinarea în timpul sarcinii poate proteja bebelușul. Se estimează că vaccinul a salvat viața a peste jumătate de milion de oameni în anul 2002.
Organizația Mondială a Sănătății și Centrul pentru Controlul și Prevenirea Bolilor recomandă ca toți copiii să fie inoculați antipertussis și ca acest vaccin să fie inclus pe lista vaccinurilor de rutină⁠(d), inclusiv pentru persoanele cu HIV/SIDA. De obicei, sunt recomandate trei doze pentru copii, începând cu vârsta de șase săptămâni. Tinerilor și adulților le pot fi administrate doze suplimentare. Acest vaccin este disponibil doar în combinație cu alte vaccinuri.
Vaccinurile acelulare sunt utilizate mai frecvent în țările dezvoltate datorită efectelor secundare scăzute. Între 10 și 50% dintre persoanele cărora
le sunt administrate vaccinuri celulare prezintă febră și roșeață în zona de injectare. Convulsiile febrile și perioade lungi de lăcrimare apar la mai puțin de 1% dintre cazuri. În cazul utilizării vaccinurilor acelulare apare o umflătură a brațului, pentru scurt timp, iar aceasta nu este gravă. Efectele secundare ale ambelor tipuri de vaccinuri, dar în mod special al vaccinului celular, sunt mai puține, cu cât vârsta copilului este mai scăzută. Vaccinurile celulare nu trebuie utilizate după vârsta de șase ani. Nu există probleme neurologice grave pe termen lung care să fie asociate cu oricare dintre cele două tipuri de vaccinuri.
Vaccinul antipertussis a fost dezvoltat în anul 1926. Acesta se află pe lista medicamentelor esențiale a Organizației Mondiale de Sănătate, cele mai importante medicamente necesare într-un sistem de sănătate de bază.